# T-25 (戦車)
T-25豆戦車はソビエト連邦の試作戦車である。

## 概要
1920年代末にソ連で計画された黎明期の豆戦車の一つである。
既に失敗作とされたT-17とT-23が、火力に難があると考えたソ連の技術者たちは、強力な45mm砲を主砲にした快速な豆戦車を1930年に計画した。これがT-25である。
操作性や装甲に関しての配慮がなされていたかどうかは不明だが、このアイディアはスターリンの眼鏡にかない、年内にプロトタイプが製作された。しかしその間にT-27が完成、豆戦車として一応の実用性と生産性を両立したT-27にソ連首脳部の関心は注がれ、T-25の計画は凍結となった。

## 同名車種
アメリカ軍のM26パーシングの試作段階の一つにT25E1、そしてチェコスロヴァキアのシュコダ社の試作車両にT-25中戦車(ロシア語)がある。